# Aérodrome de Kawass
L'aérodrome de Kawass est un aérodrome situe à Kawas, desservant Kamsar sur la côte atlantique de la république de Guinée.

## Situation
| \| 50 km1:11 257 000 \| Conakry Kamsar Boké Fria Labé Faranah Kankan Siguiri Kissidougou Macenta Kérouané - Gbenko N'Zérékoré |
| 50 km1:11 257 000 |

## Infrastructures

Pistes et balisage lumineux.
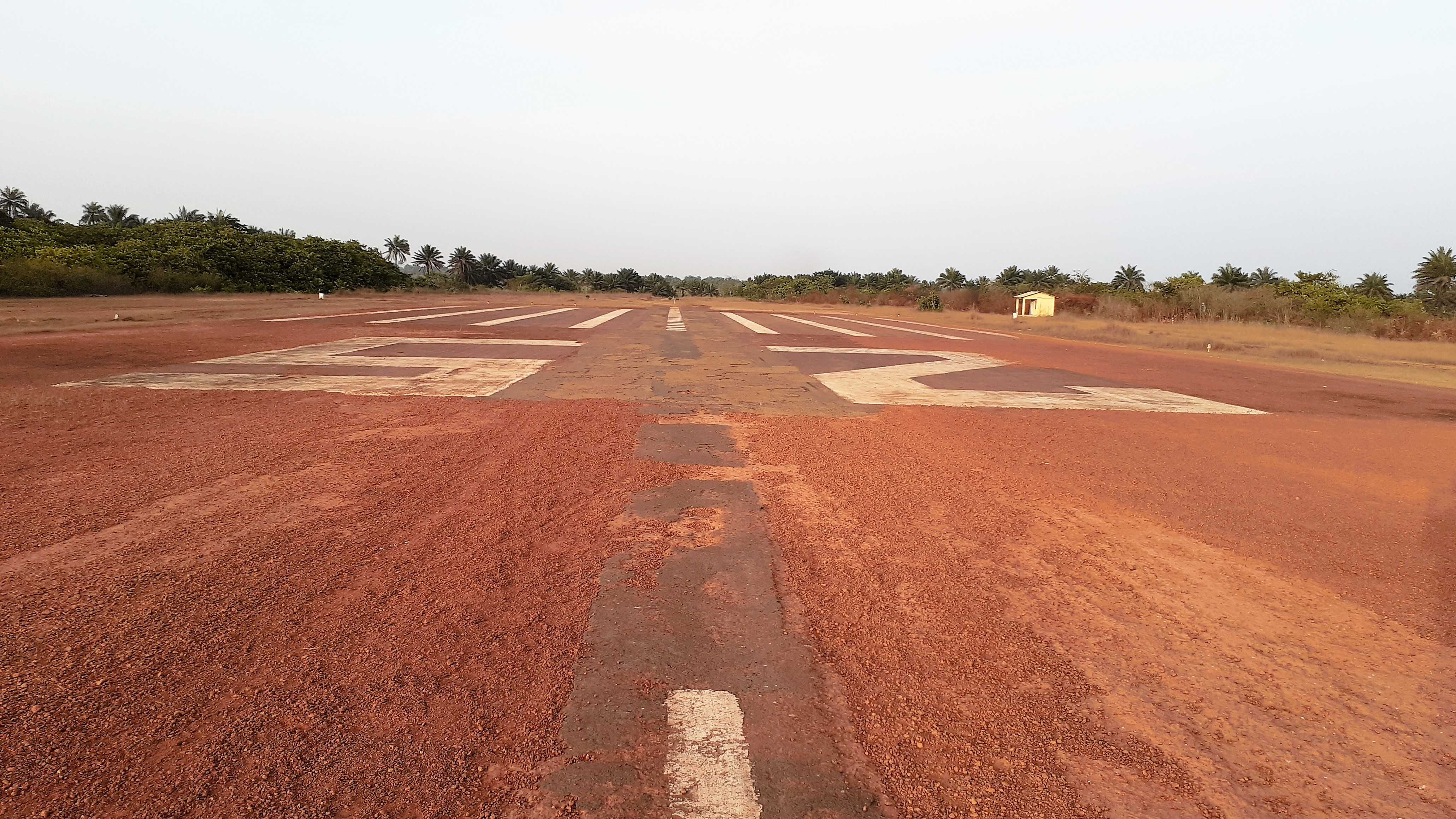
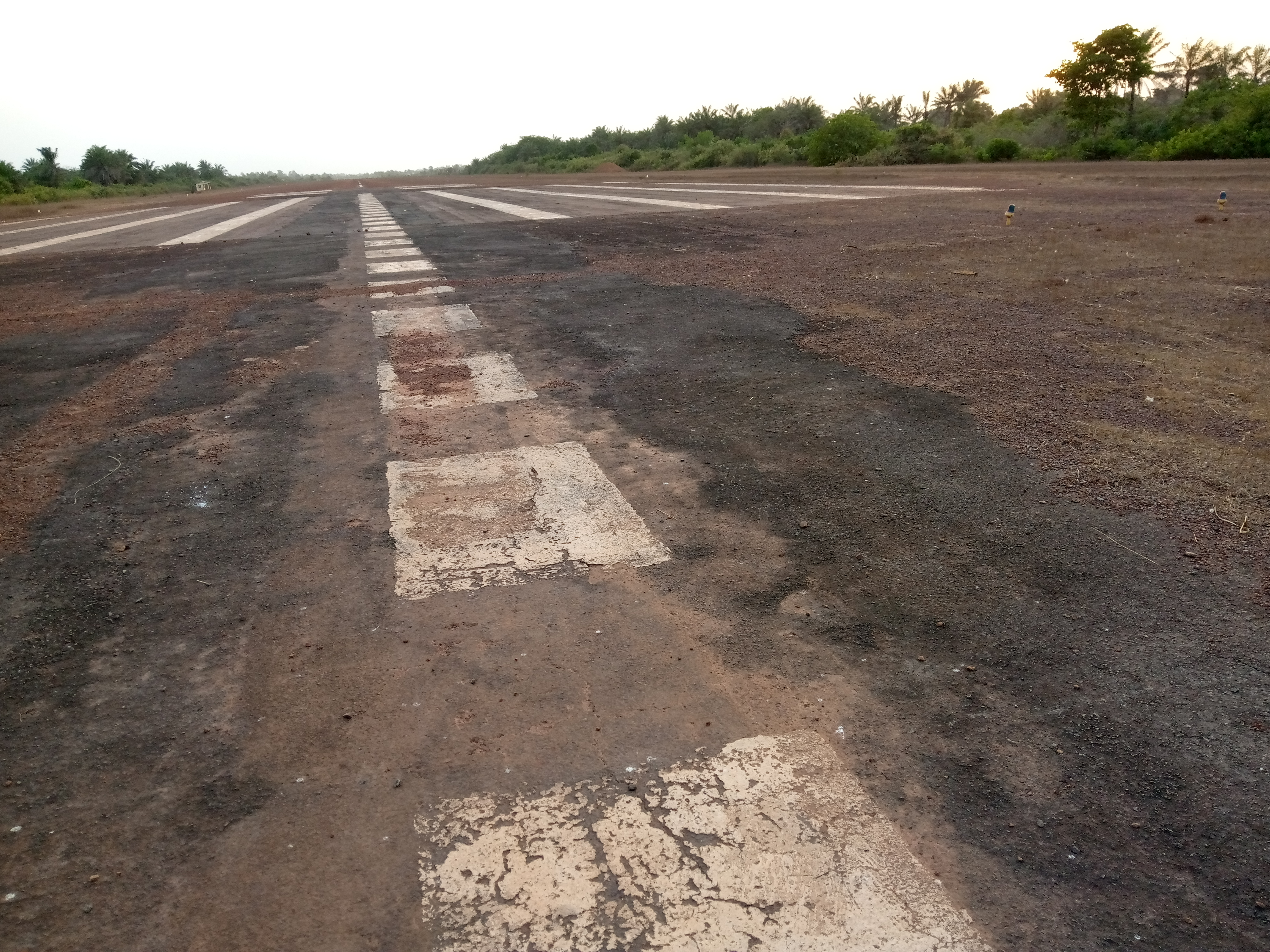
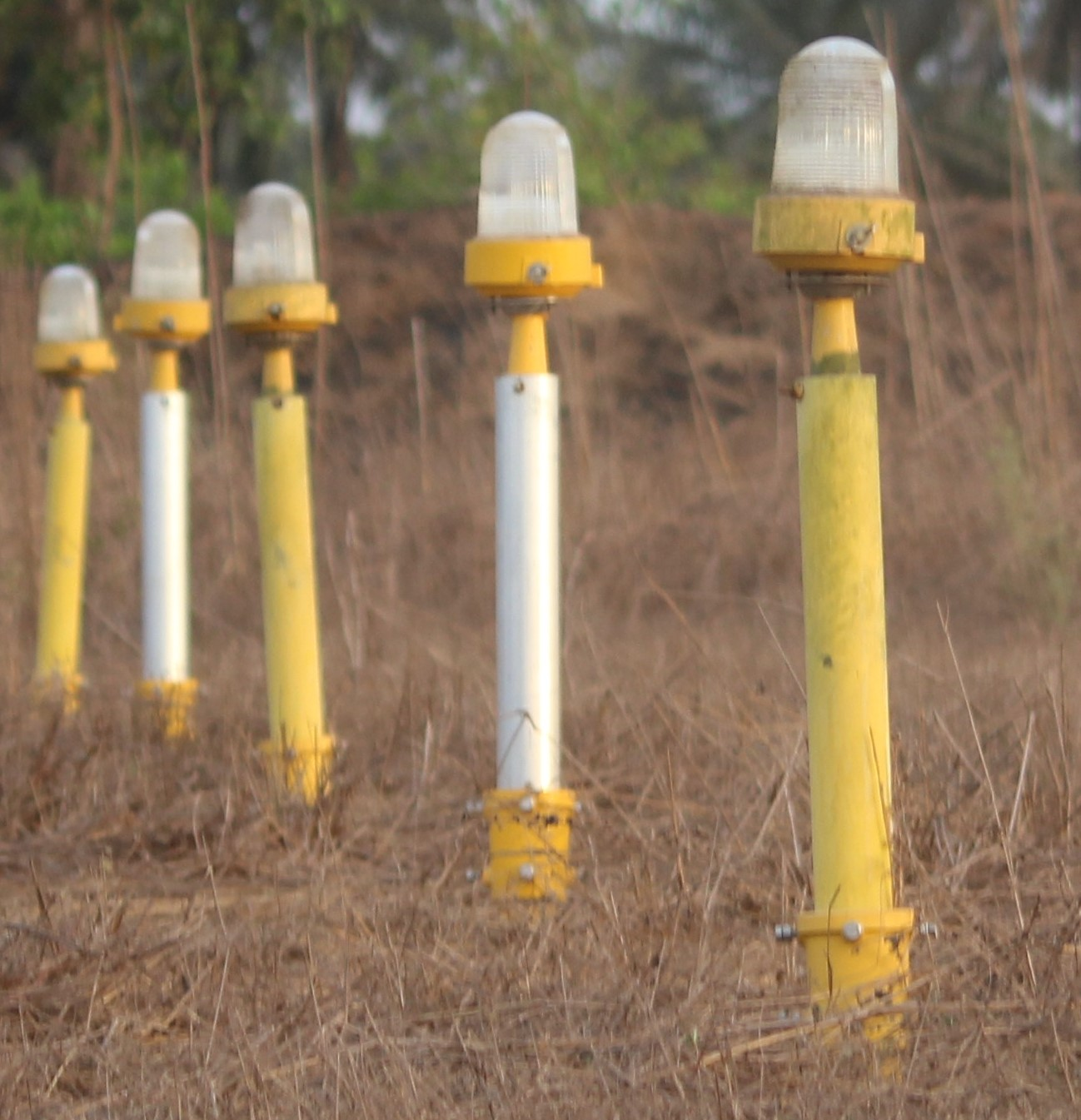
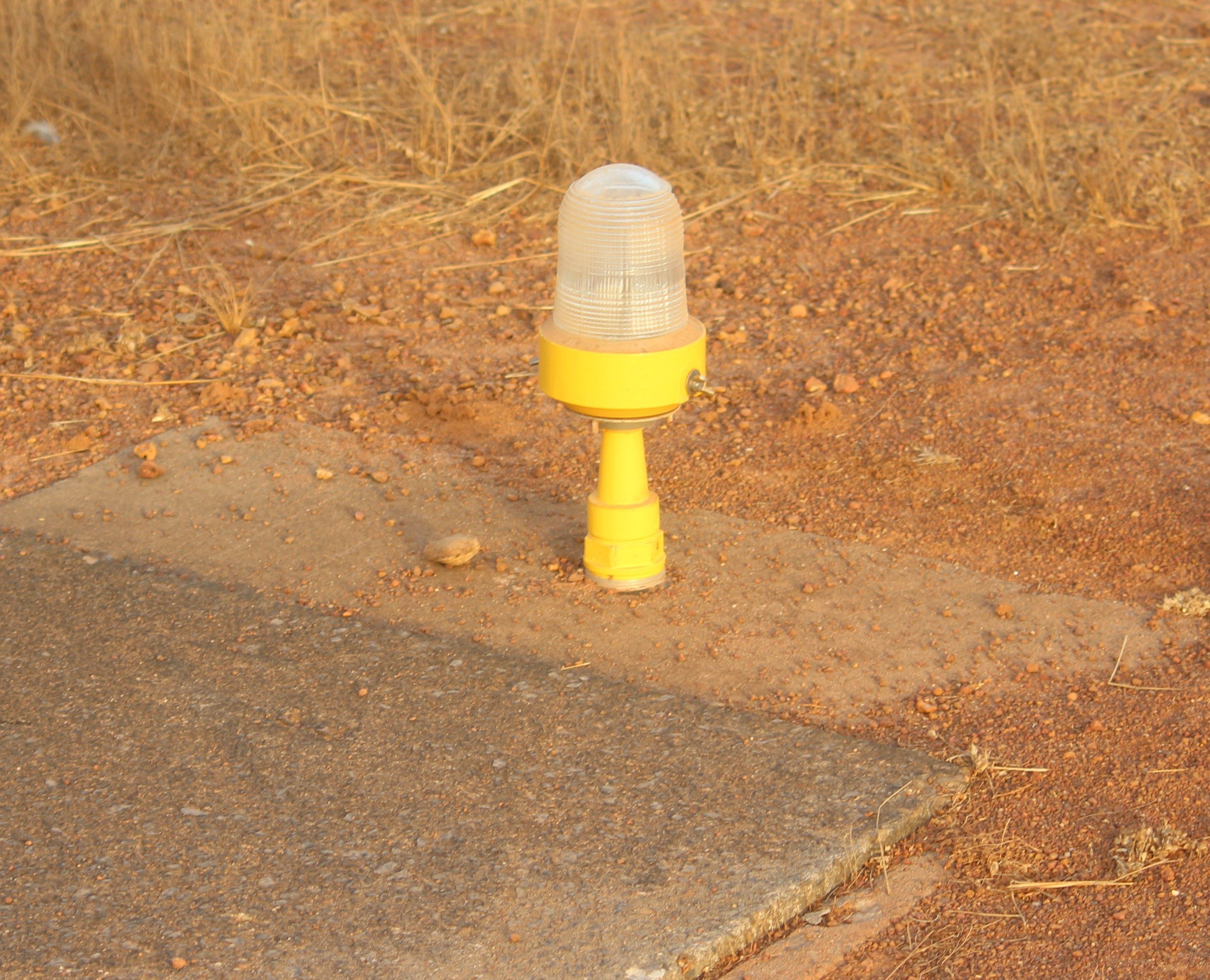
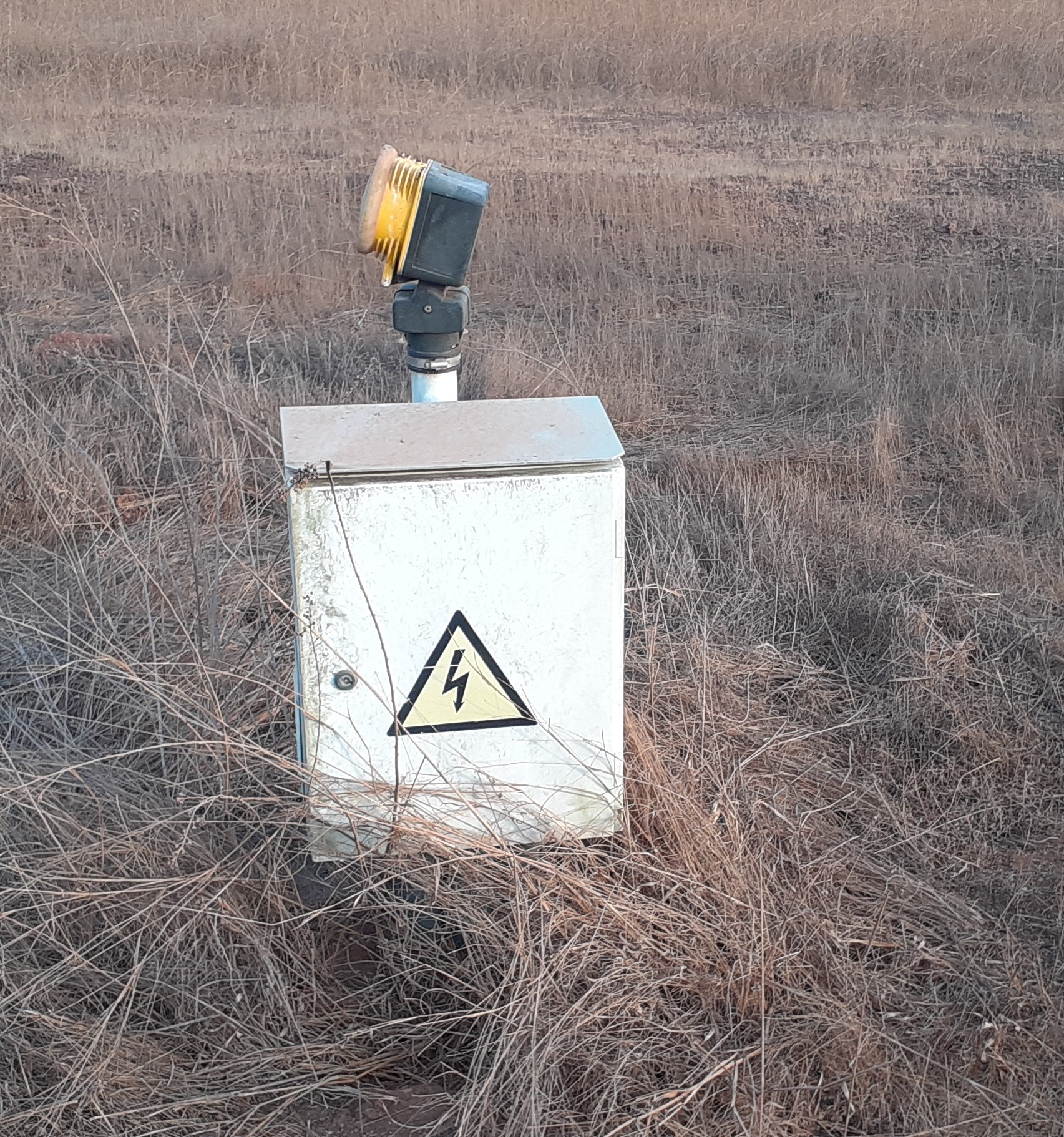